# Teredinidae
Teredinidae zijn een familie van tweekleppigen uit de orde Myida. Dit zijn sterk gemodificeerde weekdieren die zijn aangepast om in hout te boren. De bekendste soorten uit deze familie zijn de paalworm (Teredo navalis) en de scheepsworm (Psiloteredo megotara).

## Geslachten
- Bankiinae Turner, 1966
  - Bankia Gray, 1842
  - Nausitora Wright, 1864
  - Nototeredo Bartsch, 1923
  - Spathoteredo Moll, 1928
- Kuphinae Tryon, 1862
  - Kuphus Guettard, 1770
- Teredininae Rafinesque, 1815
  - Bactronophorus Tapparone Canefri, 1877
  - Dicyathifer Iredale, 1932
  - Lyrodus Gould, 1870
  - Neoteredo Bartsch, 1920
  - Psiloteredo Bartsch, 1922
  - Teredo Linnaeus, 1758
  - Teredora Bartsch, 1921
  - Teredothyra Bartsch, 1921
  - Uperotus Guettard, 1770
  - Zachsia Bulatoff & Rjabtschikoff, 1933